# Плотников, Егор Андреевич
Его́р (Гео́ргий) Андре́евич Пло́тников (16 (28) апреля 1806, Архангельск — 9 (21) октября 1883, там же) — архангельский купец и общественный деятель, архангельский городской голова в 1859—1868 и в 1879—1883 годах.
Купец 1-й гильдии, потомственный почётный гражданин.

## Биография
Родился 16 (28) апреля 1806 года в Архангельске. Окончил народное училище, по профессии был браковщиком льна.
В 1838—1841 годах избирался гласным Архангельской городской думы, а в 1842—1844 годах — депутатом Архангельской торговой депутации. Также с 1838 года состоял церковным старостой Рождественской церкви Архангельска.
В 1847—1850 занимал пост бургомистра городового магистрата, имел звание степенного гражданина. В 1855—1858 годах был директором Общественного банка в Архангельске.
Являлся активным общественным деятелем — был представителем от купечества в Архангельском коммерческом суде, а
также членом совета Архангельского училища для девиц (будущая Мариинская гимназия), комитета о продовольствии жителей Архангельской губернии, Особого о земских повинностях присутствия, губернского комитета общественного здравия, наблюдательного совета Архангельской публичной библиотеки, Архангельского отделения Коммерческого совета. Был почетным блюстителем Архангельской духовной семинарии, духовного училища при ней.
Четыре срока занимал должность архангельского городского головы (три срока подряд — с 1859 по 1862 год, с 1862 по 1865 год, с 1865 по 1868 год, а также с 1879 по 1883 год). Первые три срока, согласно действующему на тот момент Городовому положению от 21 апреля 1785 года, избирался на трехлетие и возглавлял общую городскую думу и её исполнительный орган — шестигласную думу. К моменту четвёртого срока в должности городского головы, в силу вступило новое Городовое положения от 16 июня 1870 года, согласно которому, как глава городского общественного самоуправления, Плотников избрался на четырехлетие, председательствовал в городской думе и в её исполнительном органе — городской управе. За большие заслуги в деятельности по руководству городом, получил звание потомственного почётного гражданина.
После вступления в купечество был сначала купцом 2-й, а затем 1-й гильдии. В 1868 году вместе с купцами (В. Ф. Бравановым, С. Д. Лемяховым и др.), торговцами из мещан (И. А. Филиным, Н. Песошниковым, М. Соболевым и др.), крестьянами (Д. Морозовым, С. Тарасовым и др.) основал Русский соединённый клуб, состоявший из 50 учредителей.
Егор Плотников скончался 9 октября (21 октября) 1883 года в Архангельске от апоплексического удара и был похоронен на городском кладбище на Быку (ныне Ильинское кладбище). Его могила и памятник, установленный на ней, сохранились и находятся в удовлетворительном состоянии.

## Семья
- Жена — Елизавета Степановна Рынина (1817 — 17 января 1868 года), купеческая дочь
- Четверо сыновей — Александр, Петр, Христофор, Сергей
- Дочь — Серафима

## Награды
- Орден Святого Станислава 2-й степени
- Орден Святого Станислава 3-й степени
- Две золотые медали «За усердие» на Аннинской ленте
- Две серебряные медали на Аннинской ленте